# Maksymilian Goldfeders palæ
Maksymilian Goldfeders palæ (polsk Pałac Maksymiliana Goldfedera) ligger ved Piotrkowska-gaden 77 i Łódź. Det blev bygget i italiensk renæssance i årene 1889-1892 efter tegninger af byarkitekten Hilary Majewski, i et af byens mest repræsentative strøg. 
Det to etager høje palæ og dets tilbygning husede oprindeligt et bankhus i stueetagen og privatlejligheder i første. Efter Goldfeders død i 1923 gik firmaet til grunde, og bygningen blev i 1930 købt op af et sporvejsselskab. I dag har flere institutioner sine sæder her, blandt andet den kendte studentklub "Siódemki".
51°46′2.6″N 19°27′23.32″Ø / 51.767389°N 19.4564778°Ø